# Aleksej Ivanovitj Vvedenskij
Aleksej Ivanovitj Vvedenskij, född den 23 februari 1898 i Penza, död 1972, var en rysk-sovjetisk botaniker som forskade på tulpansläktet i Sovjetunionen.
Auktorsnamnet Vved. kan användas för Aleksej Ivanovitj Vvedenskij i samband med ett vetenskapligt namn inom botaniken; se Wikipediaartiklar som länkar till auktorsnamnet.